# Bryna
Bryna là một chi bướm ngày thuộc họ Lycaenidae.